# Baridobius primulus
Baridobius primulus är en stekelart som beskrevs av Heydon 1994. Baridobius primulus ingår i släktet Baridobius och familjen puppglanssteklar. Inga underarter finns listade.